# Rachovia
Rachovia is een geslacht van straalvinnige vissen uit de familie van de killivisjes (Rivulidae).

## Soorten
- Rachovia brevis (Regan, 1912)
- Rachovia hummelincki de Beaufort, 1940
- Rachovia maculipinnis (Radda, 1964)
- Rachovia pyropunctata Taphorn & Thomerson, 1978